# Przemysław Tarnacki
Przemysław Tarnacki (ur. 31 maja 1978 w Gdańsku) polski skipper, konstruktor jachtów, wielokrotny mistrz świata i Polski w żeglarstwie, właściciel firmy Super Yachts, komandor założyciel klubów jachtowych Ocean Challenge Yacht Club i Super Yachts Club, pomysłodawca i organizator regat Pucharu Świata Sopot Match Race.

## Życiorys
Dzieciństwo spędził w Gdańsku i na Seszelach. Pochodzi z rodziny z bogatymi żeglarskimi tradycjami. Ojciec Bronisław Tarnacki to konstruktor jachtowy, mistrz Polski i uczestnik pierwszych załogowych regat dookoła świata Whitbread Round the World Race 1973/74 (obecnie Volvo Ocean Race). Uczęszczał do Gdańskiego Liceum Autonomicznego, po maturze studiował na Wydziale Oceanotechniki i Okrętownictwa Politechniki Gdańskiej, specjalność projektowanie jachtów. Posługuje się następującymi językami: angielskim, francuskim i kreolskim seszelskim. Obecnie mieszka w Warszawie.

## Działalność
- właściciel Super Yachts, firmy doradczej i polskiego wyłącznego dystrybutora

wiodących światowych stoczni na polskim rynku;
- Komandor założyciel jachtowego klubu sportowego Ocean Challenge Yacht

Club;
- Komandor założyciel klubu jachtowego Super Yachts Club z siedzibą w Gdyni;
- Pomysłodawca i organizator regat Pucharu Świata Sopot Match Race

wchodzących w skład prestiżowego cyklu Mistrzostw Świata World Match
Racing Tour, które w latach 2004-2017 były największą imprezą żeglarstwa
sportowego w Polsce;
- Autor programów szkoleniowych Sail2Business dotyczących zarządzania

zespołem, zarządzania kryzysem i elementami leadership.

## Drużyna
Przemysław Tarnacki jest liderem załogi żeglarskiej Tarnacki Yacht Racing, która w barwach Ocean Challenge Yacht Club regularnie startuje w najbardziej prestiżowych morskich regatach na świecie, takich jak Sydney Hobart, Rolex Giraglia Race, Heineken St. Maarten Regatta, Les Voiles de St. Barth czy Les Voiles de St. Tropez.

## Nagrody
- cztery tytuły mistrza świata w klasie International Micro Tonner (1997-2003)
- tytuł wicemistrza świata w klasie Aphrodite 101 (1999)
- kilkanaście tytułów mistrza Polski w różnych klasach (m.in. Micro, 730, 560)
- 6 tytułów mistrza Polski w match racingu (2008, 2010, 2011, 2012, 2013,

2014)
- 5. miejsce w mistrzostwach Europy w match racingu (2003, 2007)
- zwycięstwo w regatach Sopot Match Race 2018, 2017, 2013 i 2009
- 2. miejsce w regatach Sopot Match Race 2010
- zwycięstwo w około 25 regatach match racingowych Pucharu Świata (Grade

3)
- Zdobywca Drugiej Honorowej Nagrody Rejs Roku w 2019 roku

## Źródła
- http://www.tarnacki.pl